# Lastreopsis davalliaeformis
Lastreopsis davalliaeformis là một loài thực vật có mạch trong họ Dryopteridaceae. Loài này được Tardieu miêu tả khoa học đầu tiên.